# اسکنبیل بستانی
اسکنبیل بستانی، اسکنبیل درهم‌تنیده (نام علمی: Calligonum intertextum) نام یک گونه از سرده اسکنبیل است. این سرده در ایران ۱۲ گونه گیاه درختچه ای بیابانی دارد.